# Färgtorn

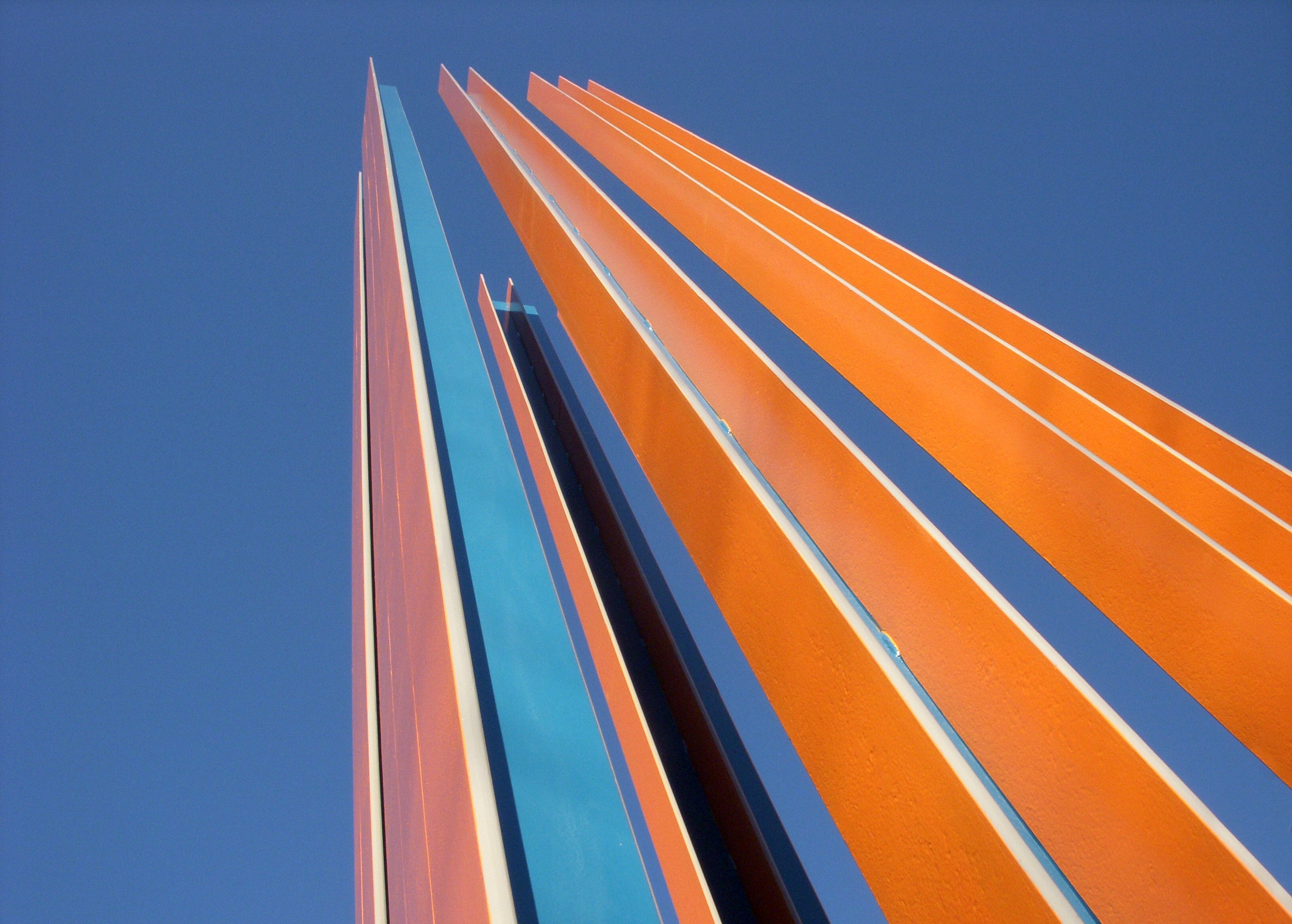
"Färgtorn" i november 2011

Färgtorn är en abstrakt skulptur på Kungsholmen (nära Lindhagensplan) i Stockholm. Färgtorn restes 1981 och är skapat av konstnären Lars Erik Falk.

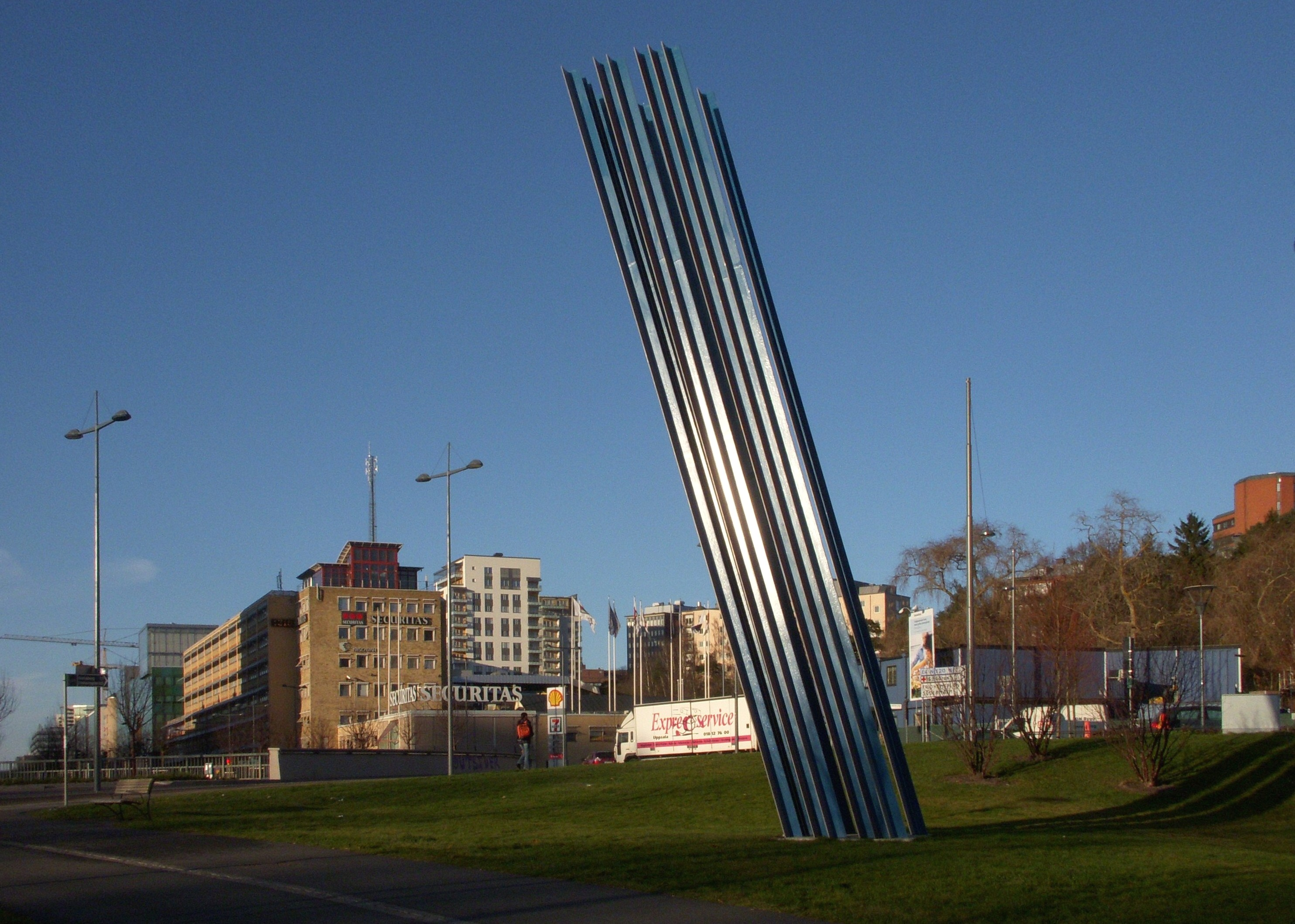
"Färgtorn" i november 2011.

Under 1970-talet förenklade Falk sina uttrycksmedel mer och mer till en "modul L-profil i 73 grader diagonal" i aluminium. Enligt Falk är 73 grader en “magisk vinkel”. Så småningom bemålades dessa med lackfärg i kulörer som blå, röd, grön, orange och svart. 
Ett resultat av dessa studier är skulpturen Färgtorn, som består av ett knippe hopsvetsade stålprofiler. Hela kompositionen lutar i en vinkel av 73 grader, är 12 meter hög och är målad i orange och blå kulör. Olika betraktningsvinklar ger än den ena, än den andra färgen. På grund av byggnadsarbeten i området togs skulpturen bort 2008 och återuppsattes 2010.